# Vicia kalakhensis
Vicia kalakhensis är en ärtväxtart som beskrevs av Khattab och Al.. Vicia kalakhensis ingår i släktet vickrar, och familjen ärtväxter. Inga underarter finns listade i Catalogue of Life.